# Elliott Gould
Elliott Gould (Brooklyn, 29. kolovoza 1938.), američki glumac nominiran za Oscara.

## Životopis
Rodio se u Brooklynu kao Elliott Goldstein. Roditelji su mu bili židovski useljenici iz Istočne Europe. Majka Lucille prodavala je umjetno cvijeće salonima za ljepotu, a otac Bernard bio je u poslu s donjim rubljem.
Maturirao je na Professional Children's school. Glumi od 1964. godine, a poznat je postao nakon filma Bob&Carol&Ted&Alice kada je i nominiran za Oscara. Uslijedila je slava, a 1970. i film M.A.S.H. (redatelj Robert Altman).
Glumio je i u filmu "Slatka Irma" (Billy Wilder), a u jednom filmu partner mu je bio Bill Cosby. Glumio je u sva tri filma o Oceanovoj družini. U seriji "Prijatelji" glumio je sporednu ulogu Jacka Gellera, oca Monice i Rossa.
Ženio se tri puta, ima troje djece.